# Panamabindung

Bindungspatrone für die Panamabindung

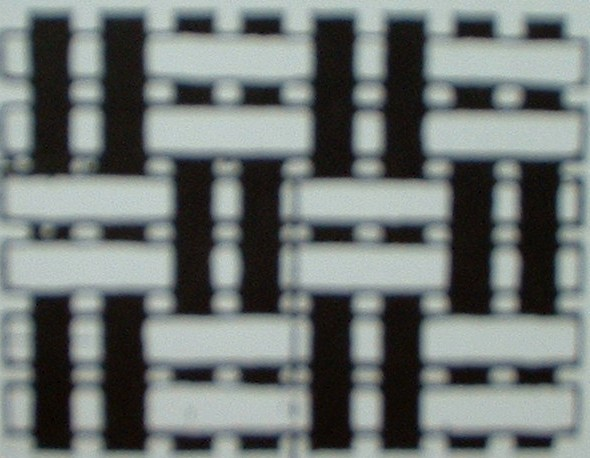
Erscheinungsbild einer Panamabindung

Die Panamabindung oder Würfelbindung ist eine Ableitung der Leinwandbindung mit vervielfachten Kett- und Schussfäden.

## Aufbau
Die Fadenverkreuzung wird bei der Panamabindung so durchgeführt, dass man die Kettfäden gruppenweise aushebt und in das so entstandene Webfach  mehrere Schussfäden einträgt. Wenn die Fadenzahl in Kett- und Schussrichtung gleich groß ist, erhält man eine quadratische Panamabindung, eine rechteckige Panamabindung bei ungleicher Fadenzahl der sich kreuzenden Kett- und Schussfadengruppen.
Das Gewebe hat ein durch die Webart entstehendes Schachbrett- oder Würfelmuster. In Otto Luegers Lexikon der gesamten Technik heißt es zur Beschaffenheit der Panamabindung: „Werden Ketten- und Schußfäden mehrfach (bündelweise) zusammengenommen (Würfelleinwand, Panamabindung), so entstehen der Foulard und die Louisine.“

## Vorkommen
Verschieden Stoffarten benutzen die Panamabindung:
Panama im engeren Sinne bezeichnet man Stoffe mit poröser Struktur, bei denen sich die Panamabindung wegen der verwendeten glatten Fäden gut erkennen lässt.
Hopsack ist ein schwerer Mantelstoff, dessen Rückseite gerauht und manchmal von einem eigenen Untergewebe gebildet wird.
Bei Natté werden oft so viele Fäden flottierend nebeneinander gelegt, dass ein eigenes Untergewebe für den Zusammenhalt des Stoffes sorgen muss.
Handarbeitsstoffe in Panamabindung sind der Aidastoff und Hardangerstoff, die für fadengebundene Stickereien verwendet werden.
Panamabindung kommt auch für Haushaltstextilien zum Einsatz.